# ان‌جی‌سی ۹۲
ان‌جی‌سی ۹۲ (انگلیسی: NGC 92) کهکشانی در چهارقلوی رابرت است. این کهکشان، در کنار سه کهکشان همسایه دیگر، قرار دارد.